# 網路侮辱罪
網絡侮辱罪（韓語：사이버 모욕죄）是韓國的一項刑事罪名，源於《情报通信网法》施行令的修正案，該修正案又稱崔真實法。2008年10月2日，韩国著名演员崔真實因一个网民发布了无根据的谣言而深感困擾最终自杀。美国《時代雜誌》周刊對首爾當局對網絡謠言未有防制對策感到不滿，大幅度報導今次事件。目前，全世界没有任何国家有此条法律，韩国首次推进这条法律而引起世界各个国家注目。
大韩民国政府高度重视本案件，为了不再发生相似的事故，他们正在推进一种法律，来加強“限制性本人確認制”的实行，以减少网络上虚假和恶意信息的散播。内容还包括：
“如果网民在网上发布损坏他人名誉程度严重或伤害他人身心健康的留言，则不需通过本人同意即可受到法律处罚。”
“限制性本人確認制”的意思是進行網上留言時通過身份證確認本人的程序，原來只適用於20萬以上會只和30萬以上門戶、影片網等適用，大國家黨第六政策協調委員會委員長羅卿瑗表示將修訂本法案，制定強制性規定。如果有人認為網上留言帶來了損失並提出要求，就由網站運營商在24小時內就此採取措施。
中国報紙《解放日报》对此法条表示十分赞成。
但其實韓國在2002年起已經有推行网络实名制，透過第三方網站對用戶在政府的戶籍紀錄比較來進行確認。2003年9月開始實施於政府網頁。2006年底，韓國國會通過「促進利用情報通信網及個人信息保護有關法律」，如每天有超過10萬點擊率的網站，必須以真名加入會員，由情報通信部長監管，若違犯命令，會被罰款3000萬韓幣(約71.9萬台幣)。